# غیل باوزیر
غیل باوزیر (به عربی: غیل باوزیر) یک منطقهٔ مسکونی در یمن است که در استان حضرموت واقع شده‌است.